# Орден Славы (Османская империя)
Орден Славы (Ифтихар) (тур. İftihar Nişanı) — орден Османской империи, учреждённый 19 августа 1831 года султаном Махмудом II.

## История ордена
Орден был учрежден в 1831 году султаном Махмудом II в качестве награды за общие заслуги. Орден Славы считался второй высшей наградой в Османской империи.
Орден имел одну степень. Знак ордена крепился с левой стороны груди на булавке (тип 1) или на ленте (тип 2). 
Награждения производись во время правления Махмуда II, Абдул-Меджида I и Абдул-Хамида II. Некоторые источники показывают, что после учреждения в 1852 году ордена Меджидие награждения орденом прекратились. Тем не менее, известны примеры награждения знаками ордена второго типа во время правления Абдул-Хамида II.
Орден также предназначался для награждения иностранных граждан.
Одновременно с орденом была учреждена Медаль Славы.

## Описание ордена
Дизайн ордена имел значительное количество вариаций, при этом мало что известно о критериях награждения или дизайна. Можно выделить две разновидности дизайна, при этом следует отметить, что существует множество вариаций. Выделение только двух разновидностей очень условно, но дает общее представление о тенденциях дизайна этого ордена.
Разновидность 1 — Знак ордена представлял собой круглый золотой медальон с изображением тугры Махмуда II, помещенной внутрь 16-конечной звезды. Медальон был окружен кольцом из бриллиантов. Снизу медальона располагались скрещенные лавровые ветви, усыпанные бриллиантами. Сверху медальон венчали бриллиантовые полумесяц и пятиконечная звезда, сопровождаемые серебряными лучами, либо стилизованный бант из ленты, также украшенный бриллиантами. 
Разновидность 2 — Знак ордена представлял  собой золотой медальон, как и в случае знака ордена разновидности 1, но овальной формы, окруженный усыпанными бриллиантами серебряными лучами. 
Для знаков второго типа (которые носились на ленте) к верхней части знака крепился украшенный бриллиантами подвес. Лента - красная с зелеными боковыми полосами (стандартная лента большинства османских наград в 19 веке). 

## Галерея

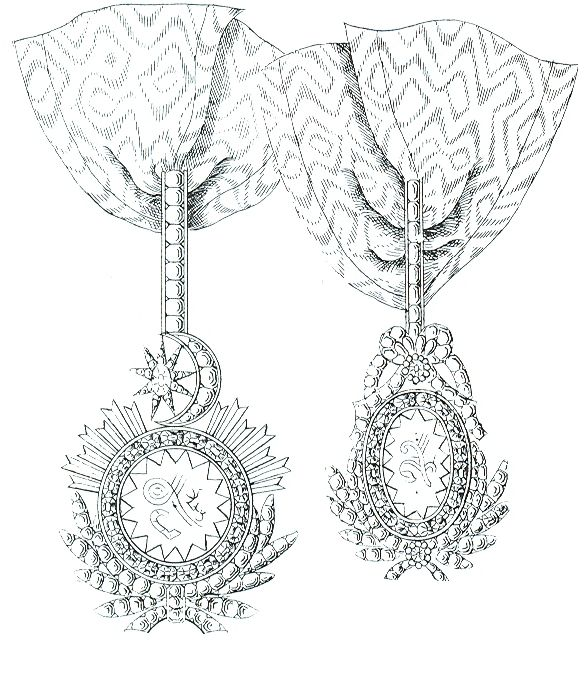
Ордена Славы (тип 2, разновидности 1 и 2), 1855 г.
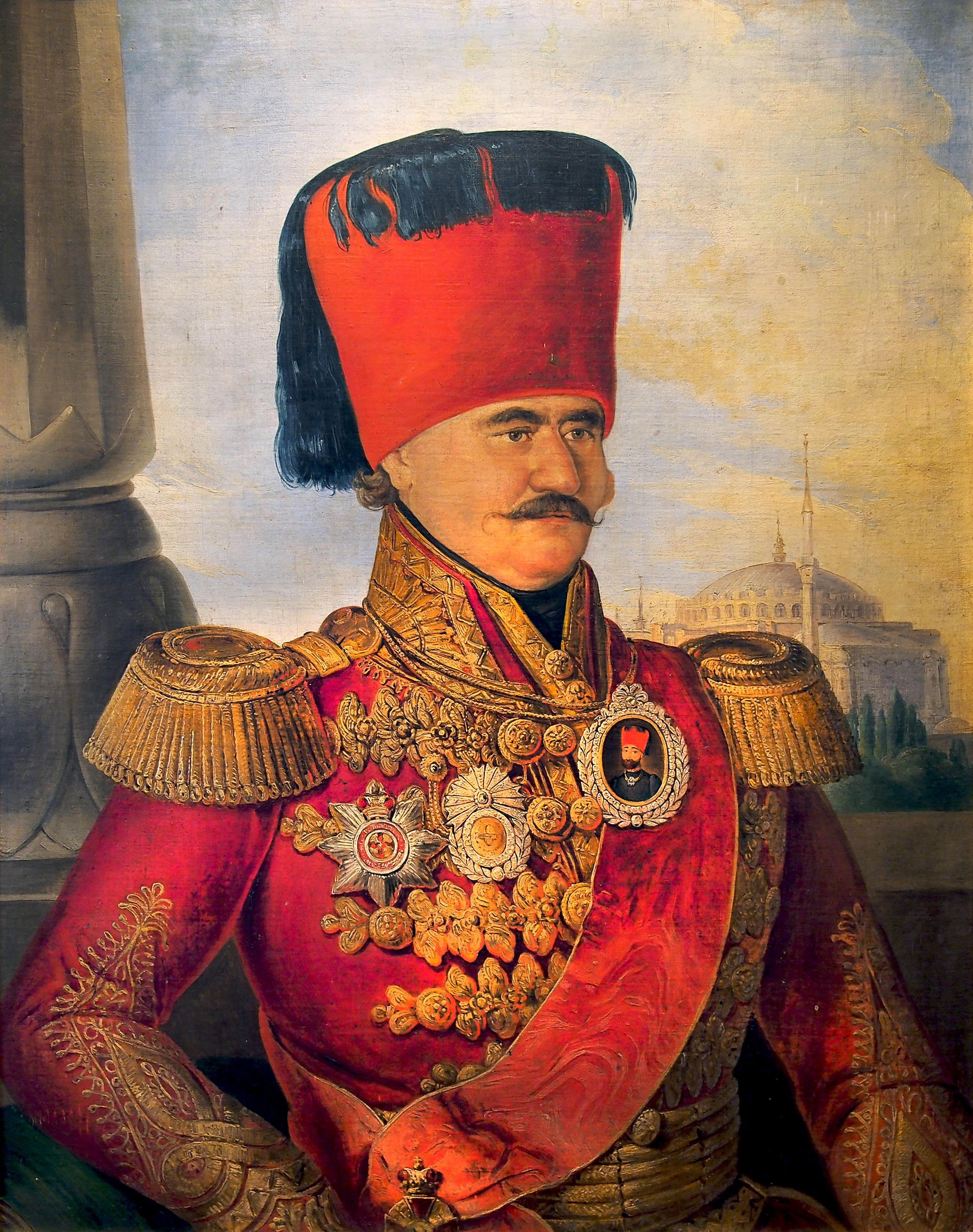
Портрет князя Сербии Милоша Обреновича. Знак ордена Славы (тип 1) изображён на правой стороне груди
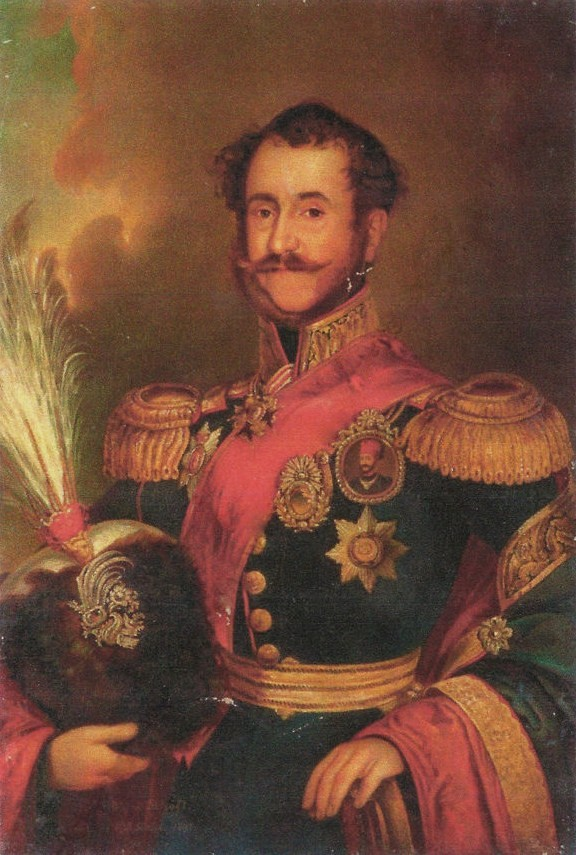
Портрет господаря Молдавии Михаила Стурдза. Знак ордена Славы (тип 1) изображён на левой стороне груди
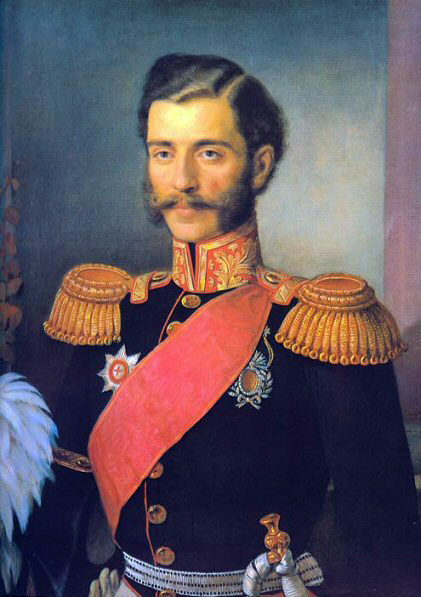
Портрет князя Сербии Михаила Обреновича. Знак ордена Славы (тип 1) изображён на левой стороне груди
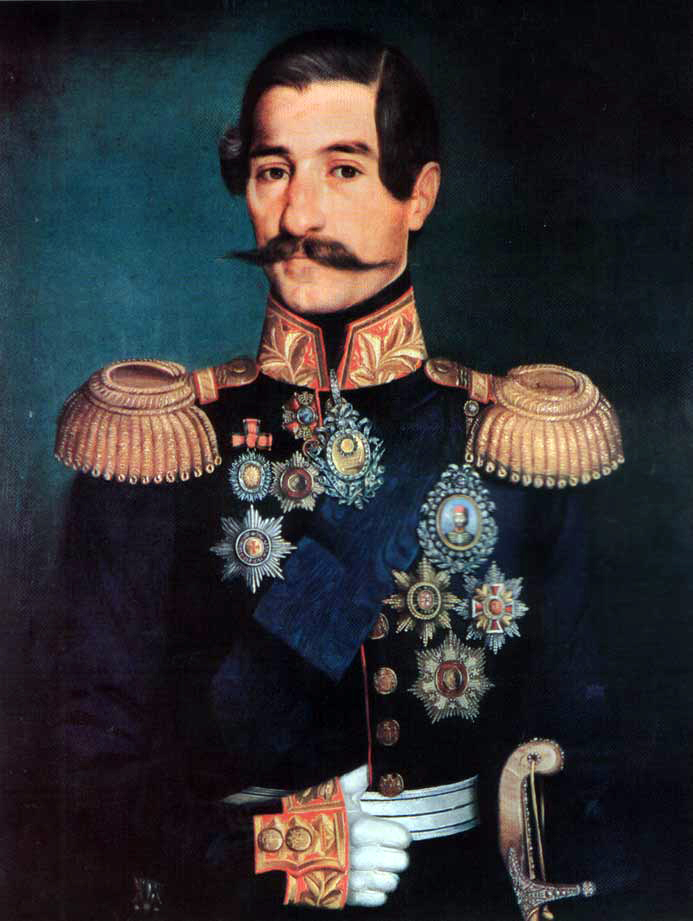
Портрет князя Сербии Александра Карагеоргиевича. Знак ордена Славы (тип 2, разновидность 2), вариант ношения на ленте
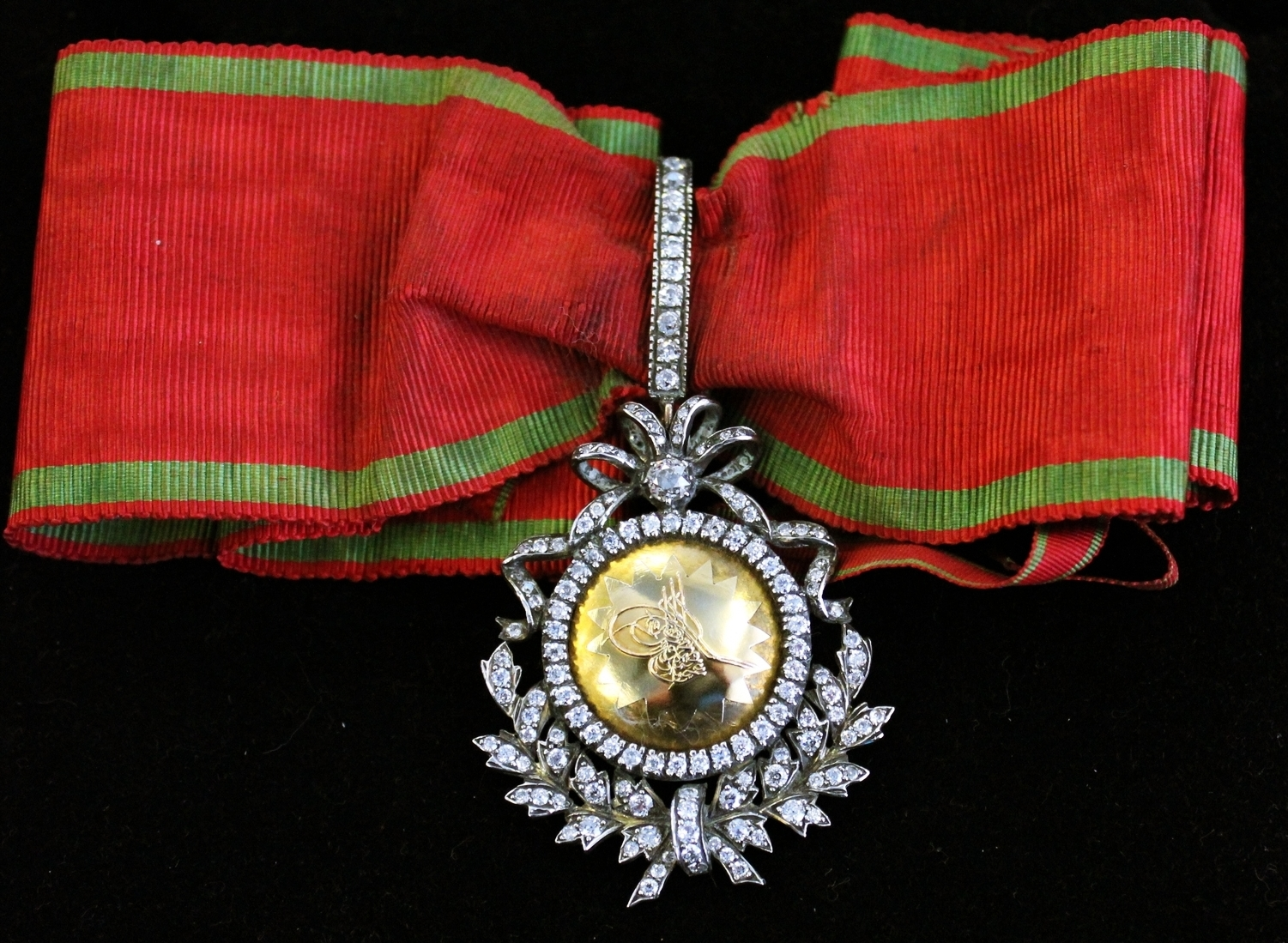
Знак ордена для ношения на ленте (тип 2, разновидность 1)

## Кавалеры ордена
См. Кавалеры ордена Славы
В числе российских граждан, награждённых Орденом Славы, были:
- светлейший князь Михаил Семёнович Воронцов
- граф Фёдор Логгинович Гейден
- Иван Алексеевич Зиновьев